# Тестрали
Тестрали, у универзуму Харија Потера су бића која су првобитно коришћена за вучу Хогвортских кочија, која су служила за превоз ђака до школе. Оно што је занимљиво у вези тестрала јесте да их могу видјети само оне особе које су видјеле некога како умире. Тестрали су потпуно црни и изгледају попут коња, осим крила и бијелих очију. Хагрид је једини чаробњак у Енглеској који је успио да их припитоми. Тестрали су иначе бића која се углавном крећу у крдима у којима доминира најјачи мужјак. Они су месождери и привлачи их мирис крви.